# Lose Control (canção de Missy Elliott)
"Lose Control" é uma canção da rapper americana Missy Elliott e conta com a participação da cantora Ciara e de Fatman Scoop. Foi lançado como o principal single do sexto álbum de estúdio de Elliott, The Cookbook.
A canção alcançou a terceira posição na Billboard Hot 100 nos Estados Unidos e o top 30 em vários outros países. "Lose Control" foi certificada como disco de ouro pela Recording Industry Association of America (RIAA).

## Informações
A canção foi escrita por Melissa Elliott, Ciara Harris, Isaac Freeman, Richard Davis e Curtis Hudson e produzida por Elliott. A canção contém amostras de "Clear" da banda Cybotron e de "Body Work" de Hot Streak.
Em março de 2005, Ciara confirmou sua aparição em The Cookbook. Ela explicou o significado da canção, dizendo: "É sobre música, como a música faz você se sentir e perder o controle". Junto com "On & On", "Lose Control" foi lançado em antecipação do The Cookbook, para determinar qual seria a canção principal.

## Recepção
"Lose Control" recebeu geralmente opiniões favoráveis dos críticos. Virgin Media deu para a canção quatro de cinco estrelas, constatando que a música é "irresistivelmente dançável".  Brian Hiatt da Rolling Stone disse que é uma das melhores músicas do álbum. A canção recebeu o certificado de ouro pela RIAA.

### Prêmios
O vídeo de "Lose Control" foi nomeado para seis MTV Video Music Awards, incluindo Melhor Direção de um Vídeo, Melhor Coreografia em um Vídeo e Melhores Efeitos Especiais em um Vídeo. Mas ganhou apenas dois, Melhor Vídeo de Hip-Hop e Melhor Vídeo de Dança. No Grammy Award, recebeu duas indicações, tendo ganhado em uma categoria. O vídeo ganhou na categoria de Melhor Vídeo de Rap no Soul Train Lady of Soul Awards.

## Vídeo da música
Dirigido por Dave Meyers, o vídeo da música começa em um cômodo preto com alguns dançarinos. Depois, Elliott é vista enterrada na areia e lentamente sai na frente de três outros bailarinos. A próxima cena é em uma velha casa de madeira, onde os bailarinos continuam a dançar. Eles então acabam em uma estrada deserta perto de um caminhão. O vídeo, em seguida, muda para a música "On & On", onde três bailarinos dançam na areia como Elliott. Em 2005, o vídeo da música de "Lose Control" foi o vídeo mais executado na BET e na MTV2 e o segundo mais executado nos Estados Unidos.

## Lista de faixas
1. "Lose Control" – 3:35
2. "Lose Control" (versão estendida) – 4:53

## Desempenho nas paradas
| Parada (2005)                             | Melhor posição |
| ----------------------------------------- | -------------- |
| Alemanha Media Control Charts             | 25             |
| Áustria Ö3 Austria Top 40                 | 70             |
| Austrália ARIA Singles Chart              | 7              |
| Bélgica Ultratop Singles Chart (Flanders) | 24             |
| Bélgica Ultratop Singles Chart (Wallonia) | 29             |
| Dinamarca Singles Chart                   | 6              |
| Billboard Hot 100                         | 3              |
| Billboard Hot R&B/Hip-Hop Songs           | 6              |
| Billboard Hot Rap Tracks                  | 3              |
| Billboard Pop 100                         | 2              |
| União Europeia Hot 100 Singles            | 18             |
| Finlândia Finland Singles Chart           | 7              |
| Irlanda Irish Singles Chart               | 16             |
| Itália FIMI Singles Chart                 | 29             |
| Nova Zelândia RIANZ Singles Chart         | 2              |
| Países Baixos Dutch Top 40                | 39             |
| Reino Unido UK Singles Chart              | 7              |
| Suécia Sverigetopplistan Singles Chart    | 43             |
| Suíça Swiss Singles Chart                 | 21             |